# پسینوس
پسینوس (یونانی: Πεσσινούς or Πισσινούς) یک شهر باستانی و اسقف اعظم در آناتولی بود، یک منطقه جغرافیایی که تقریباً آناتولی مدرن (ترکیه آسیایی) را در بر می‌گرفت.